# Дисниленд
„Дисниленд“ e името на 4 увеселителни парка по целия свят, които са собственост на компанията The Walt Disney Company.
Парковете „Дисниленд“ се намират в: Анахайм, Калифорния (1955); Токио, Япония (1983); Париж, Франция(1992); Хонг Конг, Китай (2005). Първият парк „Дисниленд“ е създаден от аниматора Уолт Дисни и е открит на 17 юли 1955 г. в Анахайм, Калифорния. Дисниленд наричат и втория парк на територията на САЩ – „Вълшебното кралство“ (Magic Kingdom) в Орландо, Флорида.

## История
Уолт Дисни е човекът, измислил Мики Маус. Той работил много упорито, за да създаде свое филмово студио. Дисни обичал да прекарва времето с дъщерите си. Той искал да направи място, където всички да се забавляват и където родители и деца да могат да се возят заедно. Приятелите му смятали идеята за налудничава, но г-н Дисни я намирал за добра. Строежа на парка в Анахайм, Калифорния започва през 1954 г. и година по-късно той е открит. Уолт Дисни използвал телевизионното шоу „Дисниленд“, за да предизвика интерес у повече хора да посетят парка.
Откриването на парка на 17 юли 1955 също било излъчено по телевизията. На този ден много неща не били в ред. На частното събитие били поканени 11 000 души, но дошли около 30 000. Тъй като асфалта по улиците бил все още нов, на много хора им залепнали обувките, дотолкова, че се наложило да ги събуят. Другият проблем била течащата вода. Уолт Дисни трябвало да избира между вода за пиене или вода за тоалетните. Той избрал тази за тоалетните. Въпреки проблемите, които имало в Дисниленд в деня на откриването, паркът постигнал голям успех. Две години по-късно броят на посетителите достигнал 1 милион.
На 17 юли 2005 е петдесетгодишния юбилей от откриването на Дисниленд в Калифорния. На празничната церемония реч са държали губернаторът на щата Калифорния Арнолд Шварценегер, както и дъщерята на Уолт Дисни – Даян Дисни Милър. Церемонията е предавана на големи екрани разположени в парка и по телевизиите през целия ден. В 16:45, точният час в който Уолт Дисни е държал своята реч в деня на откриването, е пусната отново във всички Дисниленд паркове.

## Дисниленд Париж
Дисниленд Париж е курорт за отдих и почивка в Marne-La-Valle, нов град в източните покрайнини на френската столица. Комплексът се намира на 32 км (20 мили) от центъра на Париж.
Дисниленд се състои от 2 тематични парка: зона за забавление – Дисни парк и Дисни студиа, и 7 хотела, собственост на Дисни. Работейки от 12 април 1992 г., това е вторият Дисни курорт, който е започнал да действа извън територията на САЩ (след лунапарка, намиращ се в Токио).
С 15,3 милиона посетители през 2008 г. Дисниленд Париж е водеща дестинация в Европа.
На 12 април 1992 г. са открити комплексът Евро Дисни и неговият тематичен парк. Статистиката сочи, че близо 500 хил. души, придвижващи се с 90 хил. автомобила, са имали желанието да посетят новооткрития комплекс.